# Innocenzo Fraccaroli
Innocenzo Fraccaroli (Castelrotto di Valpolicella, 28 dicembre 1805 – Milano, 18 aprile 1882) è stato uno scultore italiano.

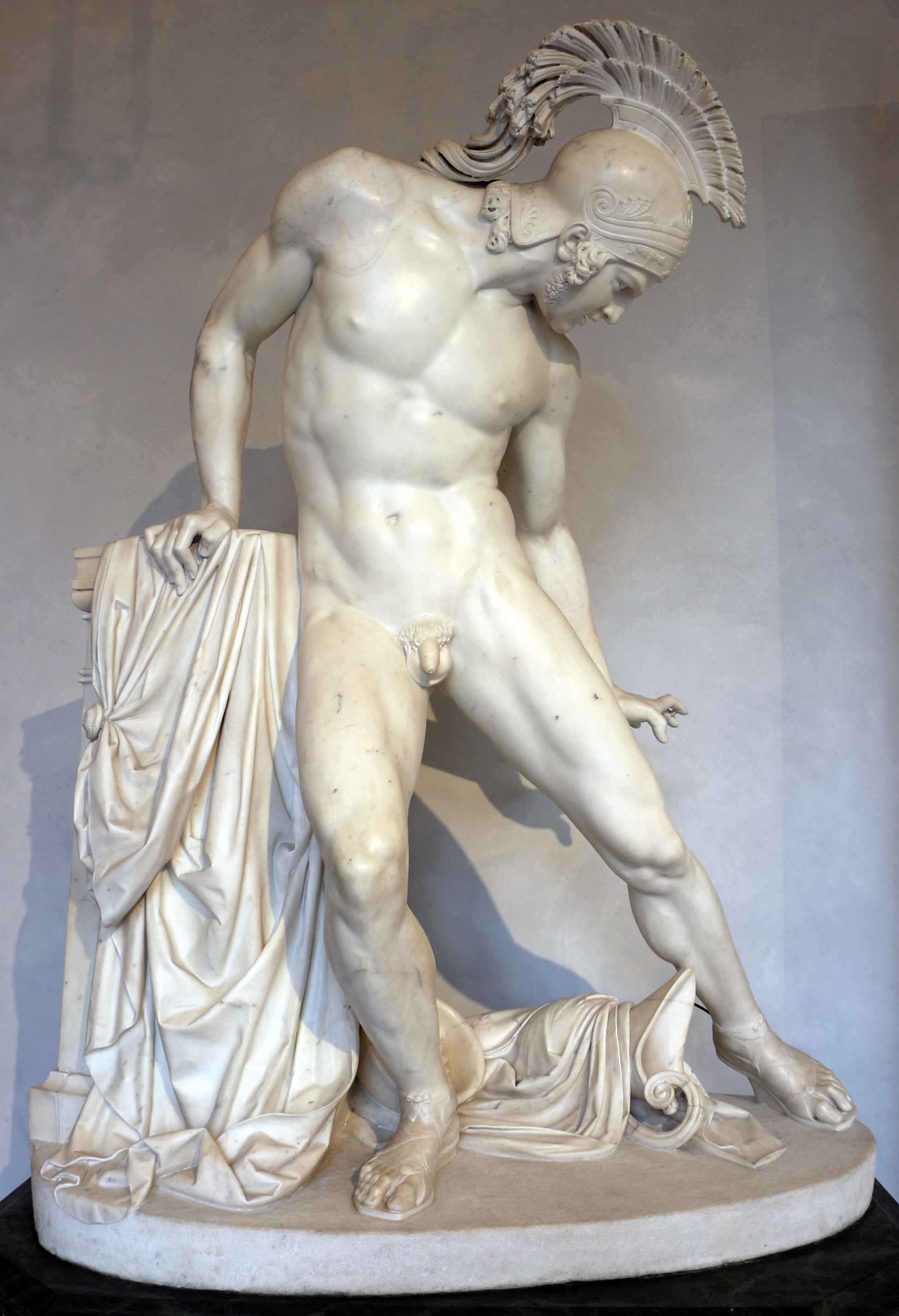
Achille ferito (1833-35), marmo, Galleria d'Arte Moderna, Milano

Il suo stile fu profondamento influenzato da Antonio Canova. Il suo capolavoro è considerato l'Achille ferito (Milano, galleria d'arte moderna) che gli procurò elogi e premi oltre che un canto dedicato a lui, Francesco Podesti ed Hayez dal poeta Giovanni Prati con il titolo Esposizione in Brera 1842: Fraccaroli, Podesti ed Hayez. "La strage degli innocenti" opera commissionata dall'imperatore Ferdinando I, si trova invece esposta al Kunsthistorisches Museum (Vienna).

## Biografia

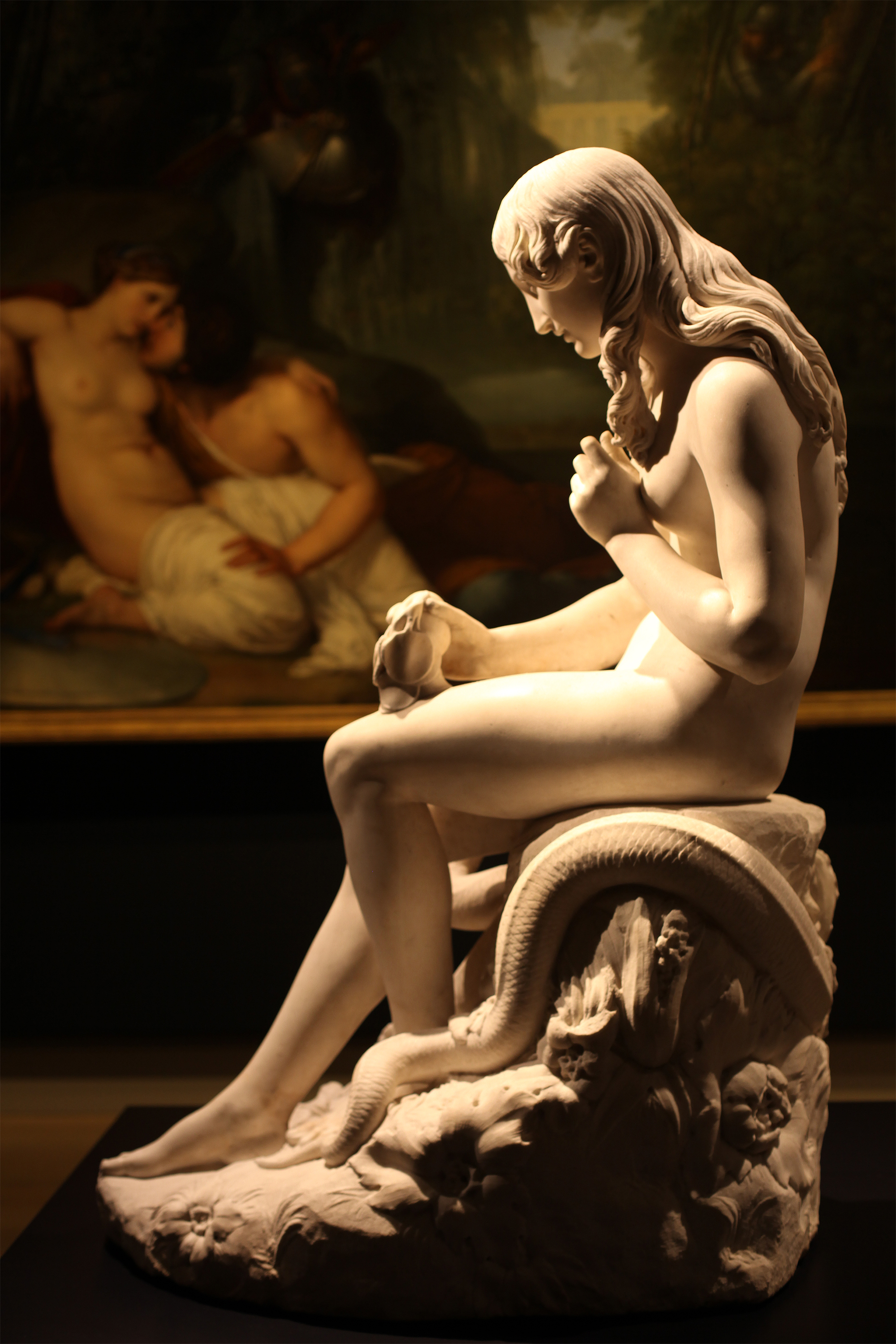
Eva prima del peccato (1842), Galleria d'arte Moderna, Verona

Nacque da Andrea, modesto possidente terriero, e da Aquilina Fagiuoli. Intorno al 1818 la famiglia si trasferì a Parona all'Adige. Fraccaroli venne affidato per qualche tempo alla bottega di un intagliatore di Verona e iniziò a realizzare lavori di carattere decorativo e plastico. Allievo dell'Accademia di Belle Arti di Venezia, nel 1829 risulta vincitore del gran premio di scultura dell'Accademia di Belle Arti di Brera. Il successo ottenuto gli permette di perfezionare gli studi a Roma dal 1830 al 1835, dove conosce e frequenta alcuni dei maggiori scultori dell'epoca, tra i quali Bertel Thorvaldsen e Pietro Tenerani. Rientrato a Milano nel 1836, dopo un breve soggiorno veronese, nel corso degli anni Quaranta si dedica agli abituali soggetti di ispirazione mitologica e alla ritrattistica, impiegando un linguaggio di severa ascendenza neoclassica ma con un'inedita intensità espressiva: ne è esempio il monumento a Pietro Verri del 1844 posto nel cortile d'onore del palazzo di Brera. Tra le opere del 1848 ricordiamo l'altare della chiesa di S.Bonifacio e "Gli Angeli" della chiesa di Parona di Valpolicella, in cui già da giovanissimo aveva intagliato un Crocefisso ligneo lavorando per varie committenze venete fino al 1857. Negli anni 40 anche Ferdinando I d'Austria commissionò al Fraccaroli due statue per il Belvedere (Vienna). Oggi l'opera "La strage degli innocenti" si può apprezzare al primo piano del Kunsthistorisches Museum di Vienna. Contemporaneamente era presente a tutte le Esposizioni di Belle Arti di Brera e raggiunge la sua completa affermazione con la partecipazione alle Esposizioni Universali di Londra del 1851 e di Parigi del 1855. All'interpretazione allegorica degli ideali risorgimentali, succede a partire dagli anni Cinquanta una produzione di opere scopertamente patriottiche. A partire dagli anni Sessanta l'attività dell'artista si dirada a causa degli insuccessi riportati nei principali concorsi per l'esecuzione di monumenti cittadini (in particolare il progetto per un monumento commemorativo dell'Indipendenza) – verosimilmente per il suo attardato linguaggio classicista – e per la mancata assegnazione della cattedra di Scultura all'Accademia di Brera. Nel 1867 si cimenta nel progetto di un avveniristico ponte girevole, poi non realizzato, che avrebbe dovuto collegare la via Montebello con il Naviglio di San Marco a Milano.
Nella maturità si dedica, in particolare, a opere religiose e a monumenti commemorativi. Nel 1876, ritirandosi dalla scena artistica, dona al Museo Civico di Verona i modelli in gesso delle sue maggiori opere.

## Onorificenze
Onorificenze indicate nel necrologio.